# Ентоні Вінер
Ентоні Девід Вінер (англ. Anthony David Weiner; нар. 4 вересня 1964, Бруклін, Нью-Йорк) — американський політик-демократ єврейського походження, представляв 9-й округ штату Нью-Йорк у Палаті представників США з 1999 по 2011 рр.
Навчався в Бруклінській технічній школі. У 1985 р. отримав ступінь бакалавра в Університеті штату Нью-Йорк у Платтсбурзі. Працював помічником конгресмена Чака Шумера з 1985 по 1991 рр. Вінер входив до міської ради Нью-Йорка з 1992 по 1998 рр. Виставляв свою кандидатуру на виборах мера Нью-Йорка у 2005 і 2013.
Був одружений з Хумою Абедін, помічницею Гілларі Клінтон, з 2010 по 2016 рр.